# Genevieve Nnaji
Genevieve Nnaji născută pe 3 mai 1979, la Mbaise, Nigeria  este una dintre cele mai cunoscute actrițe nigeriene. În 2005 a câștigat African Movie Academy Award ca cea mai bună actriță.

## Biografie
Genevieve Nnaji a crescut în Lagos, capitala comercială a Nigeriei. Fiind al patrulea din cei opt copii, ea a crescut într-un mediu de clasă mijlocie. Tatăl ei lucra ca inginer iar mama ca profesoară. Ea a urmat Colegiul de fete Yaba, înscriindu-se apoi la Universitatea din Lagos. La universitate Genevieve a început să caute posturi de actorie în cinematografia nigerinană.

## Cariera
Nnaji și-a început cariera sa teatrală la vârsta de opt ani în serialul nigerian „Ripples“. Ea a apărut în numeroase publicități (pentru Pronto Beverage, Omo Detergent șma.).
La vârsta de 19 ani în 1998 a jucat primul ei rol important în filmul „Most Wanted“. Apoi a jucat mai multe roluri mici în industria de film nigeriană, Nollywood. În filmele care au urmat, în care ea a jucat rolul principal (în „Last Party“, „Mark of the Beast“ și „Ijele“), Nnaji s-a stabilit ca celebritate a acestei industrii. Numele ei a devenit cunoscut în Nigeria, iar carisma ei a cucerit admirația multor tinere nigeriene.
În anul 2002 Nnaji a jucat în filmul „Sharon Stone“. Acest film a avut un succes deosebit pe plan național și internațional.
Talentul și angajamentul Nnajiei iau adus numeroase premii și nominalizări printre care unele în Dublin, London și în Statele Unite. În anul 2001 a fost nominalizată la City People Award ca cea mai bună actriță. În anul 2005 a câștigat renumitul „African Movie Academy Award” (AMMA) ca cea mai bună actriță.

## Filmografie
- 30 Days
- Above the Law
- Age Of My Agony
- Agony
- Battleline
- Blood Sisters
- Break Up
- Broken Tears
- Bumper To Bumper
- Butterfly
- Camouflage
- Caught In The Act
- Church Business
- Confidence
- Could This Be Love
- Critical Decision
- Dangerous Sisters
- Day of Doom
- Deadly Mistake
- Death Warrant
- For Better For Worse
- Formidable Force
- Games Women Play
- Girls Cot
- He Lives In Me
- Ijele
- Into Temptation
- Jealous Lovers
- Keeping Faith
- Keep my will
- Late Marriage
- Letter to a Stranger
- Love Boat
- Man of Power
- More Than Sisters
- Never Die For Love
- Not Man Enough
- Passion And Pain
- Player
- Power Of Love
- Power Play
- Private Sin
- Prophecy
- Rip Off
- Rising Sun
- Runs
- Secret Evil
- Sharon Stone
- Sharon Stone In Abuja
- Sympathy
- The Chosen One
- The Rich Also Cry
- The Wind
- Two Together
- Unbreakable

## Premii
- 2001: City People Awards ca cea mai bună actriță
- 2005: African Movie Academy Awards (AMAA) ca cea mai bună actriță